# Ocypode pallidula
Ocypode pallidula är en kräftdjursart som beskrevs av Jacquinot 1852. Ocypode pallidula ingår i släktet spökkrabbor, och familjen Ocypodidae. Inga underarter finns listade i Catalogue of Life.